# Vila Pouca de Aguiar
Vila Pouca de Aguiar là một huyện thuộc tỉnh Vila Real, Bồ Đào Nha. Huyện này có diện tích 437 km², dân số thời điểm năm 2001 là 14998 người.